# Vicente Matheus
Vicente Mateos Valle (Toro, 28 de maio de 1908 — São Paulo, 8 de fevereiro de 1997), conhecido como Vicente Matheus, foi um empresário espanhol naturalizado brasileiro. Foi presidente do Sport Club Corinthians Paulista por dezoito anos, durante vários mandatos não consecutivos, entre 1959 a 1991. Como empresário, atuou no ramo de pedreiras (extração de pedras e areia para construção civil).

## Carreira
Imigrante espanhol, nasceu num pequeno município da província de Zamora, na região Castela e Leão, filho de Luís Mateos Encarnación e Mangloria Valle Sánchez.
Tornou-se nacionalmente conhecido como presidente do Sport Club Corinthians Paulista por oito mandatos, sendo eleito pela primeira vez em 1959, além de ter logrado a eleição de sua segunda esposa, Marlene Matheus, para sucedê-lo. Era considerado um dirigente à moda antiga, que usava recursos próprios para financiar projetos do clube. Figura folclórica, produzia máximas (alguns dizem que propositadamente) carregadas de incorreções que divertiam amigos e desafetos. Faleceu aos 88 anos de insuficiência pulmonar, foi sepultado no Cemitério da Quarta Parada, em São Paulo.
Sua primeira esposa, Ruth Pereira, filha de um grande desenvolvimentista do bairro de Guaianases, encontra-se sepultada no Cemitério do Lajeado, no mesmo bairro. Vicente Matheus e sua primeira esposa tiveram duas filhas, Abigail e Dalva.

## Títulos no Corinthians
- Torneio do Povo: 1971
- Copa Cidade de São Paulo: 1975
- Campeonato Paulista: 1977, 1979 e 1988
- Torneio Feira de Hidalgo: 1981
- Campeonato Brasileiro: 1990